# Shildon
Shildon – miasto i civil parish w hrabstwie Durham, w Anglii. W 2011 roku civil parish liczyła 9976 mieszkańców. Uznawane jest za kolebkę kolejnictwa.
Miejsce urodzin Sid Chaplina, którego imieniem nazwano miejscową bibliotekę.